# Yakovlev Yak-11
El Yakovlev Yak-11 (en ruso: Як-11, designación OTAN: Moose) fue un avión de entrenamiento monomotor fabricado por la oficina de diseño soviética Yakovlev después de la Segunda Guerra Mundial a partir del caza Yakovlev Yak-3, y que entró en servicio en la Fuerza Aérea Soviética y en otros países del antiguo Pacto de Varsovia hasta principios de los años 60. A partir de 1953 también se fabricó bajo licencia por la compañía Let Kunovice en Checoslovaquia con la denominación Let C-11.

## Desarrollo
El prototipo del biplaza de entrenamiento avanzado Yakovlev Yak-11 realizó su primer vuelo en 1945 y recibió inicialmente la designación de Yak-3UTI. Sus evaluaciones tuvieron lugar con el motor radial ASh-21 y en 1946 apareció un prototipo mejorado, completándose satisfactoriamente sus evaluaciones oficiales en octubre de ese mismo año.
Designado a partir de entonces Yak-11, este modelo presentaba alas metálicas, fuselaje de construcción mixta, tren de aterrizaje clásico y completamente retráctil, y el instructor y el alumno acomodados en tándem bajo una larga cubierta transparente.
Puestos en producción para la Fuerza Aérea Soviética, los Yak-11 de serie fueron entregados a partir del verano de 1947. La producción total en la Unión Soviética ascendió a 3.859 ejemplares.
Desde octubre de 1953 se construyeron adicionalmente 707 aviones bajo licencia construidos por Let en Checoslovaquia bajo la denominación LET C-11. Tanto el Yak-11 como el C-11 fueron usados en todos los países del Pacto de Varsovia, así como también por varios países africanos, del Oriente Medio y Asia, como Afganistán, Albania, Argelia, Bulgaria, China, Checoslovaquia y muchos otros.
En 1958 apareció la variante una variante con tren de aterrizaje tricico retráctil; fue construida en cantidades limitadas tanto en la Unión Soviética como en Checoslovaquia, y fue usado como entrenador primario de pilotos de reactores.
Debido al linaje del Yak-3, el Yak-11 ha visto crecer su popularidad entre los aficionados a las Warbird. Versiones restauradas del Yak-11 pueden ser vistas con regularidad en los Air Racing. Cerca de 120 Yak-11 permanecen en la actualidad en condiciones de vuelo.

## Operadores

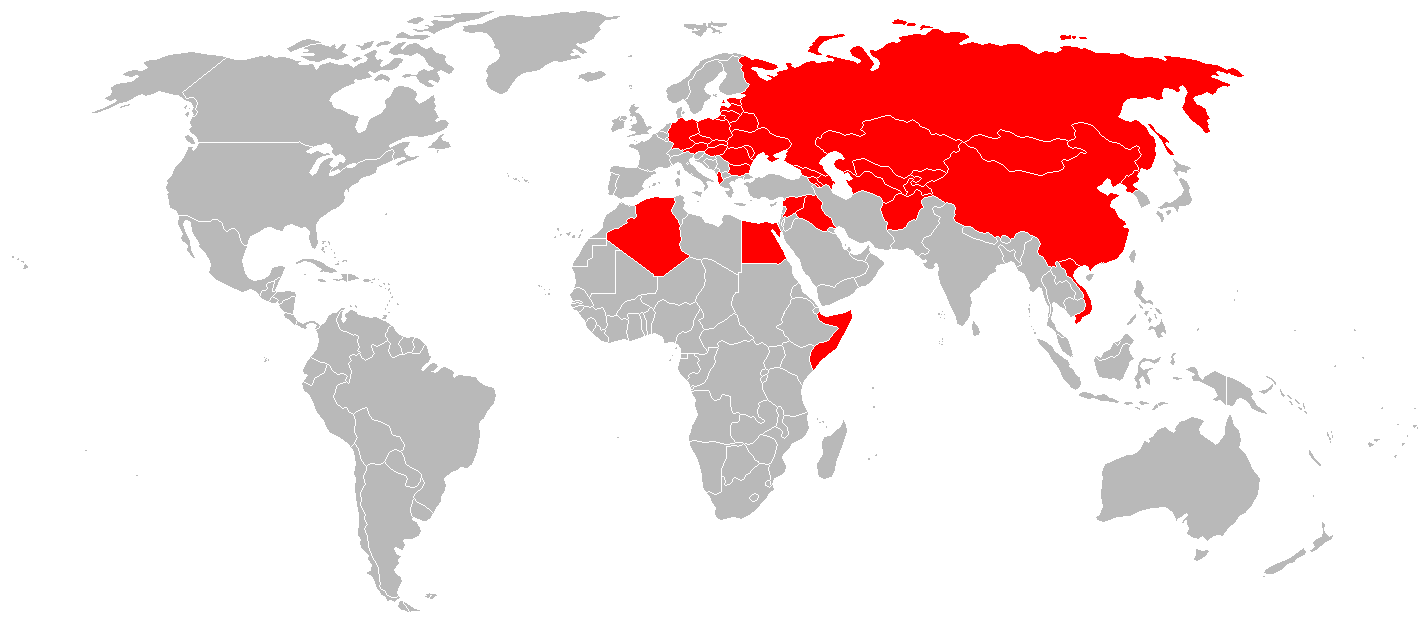
Operadores del Yak-11.

Afganistán
 Albania
 República Democrática Alemana
 Argelia
 Austria
 Bulgaria
 Checoslovaquia
 China
 Corea del Norte
 Egipto
 Hungría
 Irak
 Polonia
 Rumania
 Somalia
 Siria
 Unión Soviética
 Vietnam
 Yemen

## Descripción

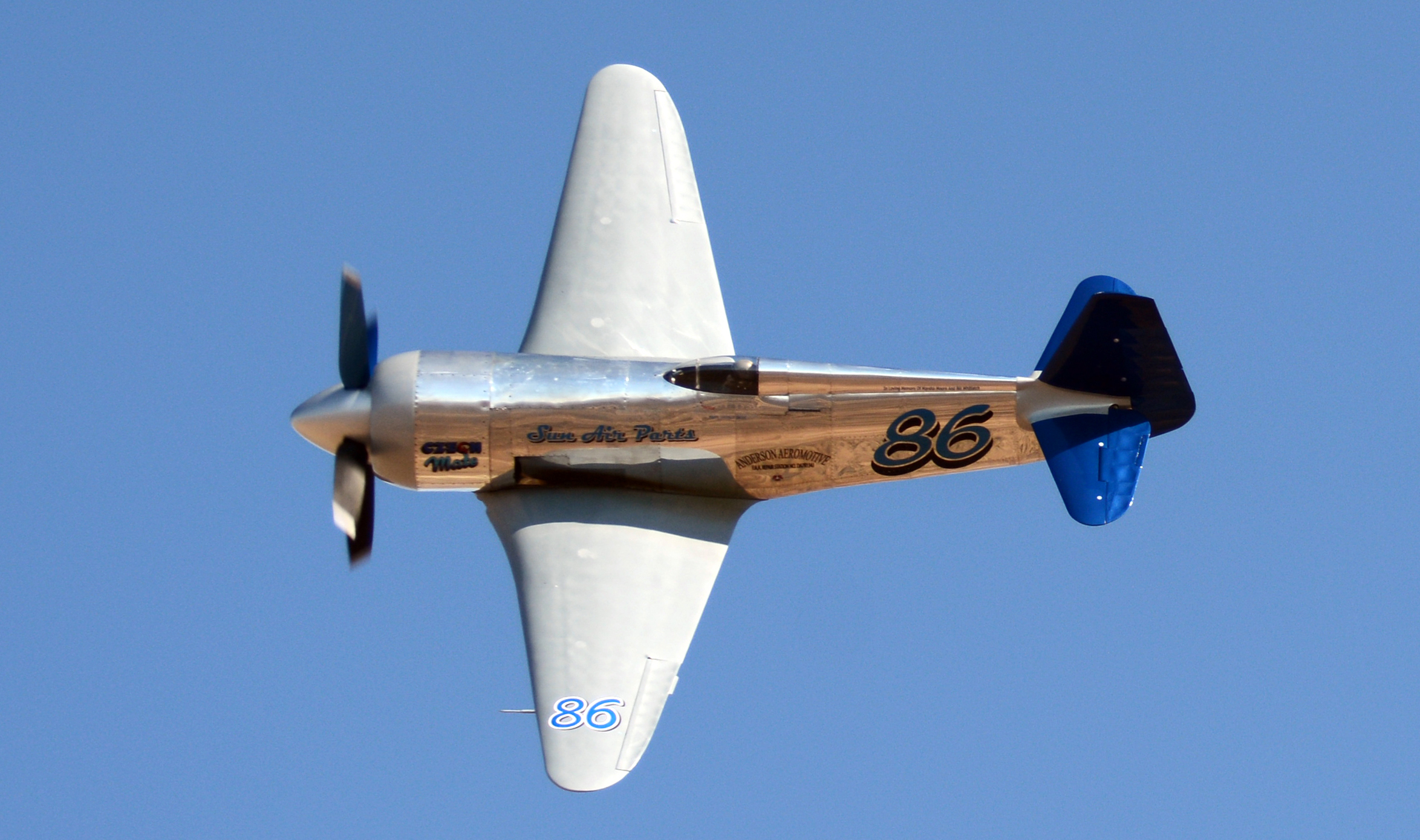
Número 86, Yak 11 N5943 Czech Mate 2014 Reno carrera de oro

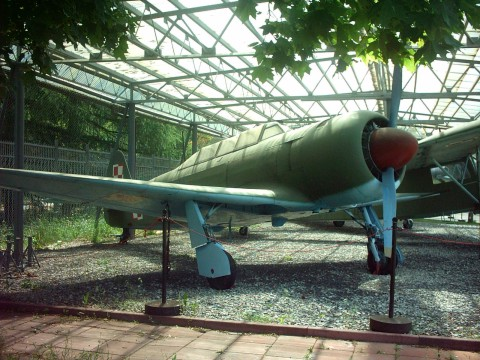
Yak-11 en el museo de la Fuerza Aérea Polaca.

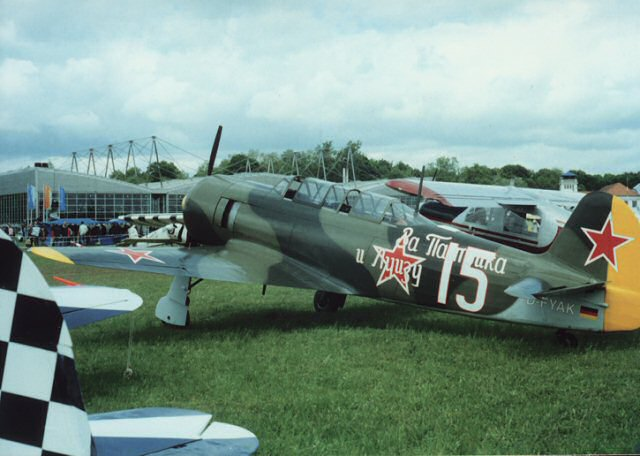
Yakovlev Yak-11 con camuflaje de tiempos de guerra.

Fabricación en materiales mixtos como madera y el metal. motor radial de 7 cilindros con hélice de dos hojas. El tren de aterrizaje convencional es retractable o retraible.

## Especificaciones (Yak-11)
- Tipo: biplaza de entrenamiento avanzado y enlace
- Tripulación: 2,(instructor y alumno)
- Planta motriz: motor en estrella enfriado por aire Shvetsov ASh-21 de 570 CV (425 kW)

Dimensiones
- Longitud: 8,50 m
- Envergadura: 9,40 m
- Altura: 3,28 m
- Superficie alar: 15,40 m²

Pesos
- Vacío equipado: 1900 kg
- Máximo en despegue: 2.440 kg

Prestaciones
- Velocidad normal máxima: 465 km/h
- Velocidad de crucero: 370 km/h
- Autonomía: 1.280 km
- Techo de vuelo: 7100 m

### Armamento
- 1 ametralladora sincronizada Berezin UB de 12,7 mm o ametralladora ShKAS de 7,62 mm
- Más de 200 kg de bombas en soportes subalares.

### Desarrollos relacionados
- Yakovlev Yak-3

### Aeronaves similares
- North American T-6 Texan
- PZL TS-8 Bies